# De boer en de geldschieter
De boer en de geldschieter is een van de titels die gegeven wordt aan een volksverhaal uit India.

## Het verhaal
Een boer wordt uitgeknepen door zijn geldschieter, ook bij een goede oogst blijft hij arm. De boer gaat naar de geldschieter en zegt dat je uit een steen geen water kan persen, hij wil weten hoe je rijk worden kunt. De geldschieter legt uit dat Rama rijkdom schenkt en de boer bakt drie ronde koeken. Hij ontmoet een Brahmaan en geeft hem een koek en vraagt hem de weg naar Rama. De Brahmaan neemt de koek aan, maar zwijgt en vervolgt zijn weg. Daarna ontmoet de boer een Yogi en geeft hem een koek, maar ook de heilige pakt de koek aan en zegt niks. Dan komt hij een arme kerel onder een boom tegen, hij vergaat van de honger. De boer geeft een koek en de arme sloeber vraagt waar hij heen gaat? De boer zegt dat hij Rama zoekt en dan zegt de sloeber dat hij Rama is.
De boer vertelt wat er aan de hand is en krijgt een hoornschelp. Rama legt uit dat je hier op een speciale manier op moet blazen en elke wens wordt dan vervuld. De boer gaat naar huis en de geldschieter ziet hem en doet alsof hij weet wat de boer gekregen heeft. De boer vertelt hem alles, behalve hoe je op de hoorn moet blazen. De geldschieter steelt de schelp, maar merkt dat zijn wensen niet worden vervuld. Hij gaat naar de boer en zegt dat hij de schelp terug zal geven, als de boer van alles wat hij krijgt het dubbele zal afstaan. De boer geeft tegen zijn zin in toe en krijgt veel, maar de geldschieter het dubbele.
De boer heeft geen plezier meer van alles wat hij krijgt. Op een dag komt er grote droogte en de oogst verdort. De boer wenst een waterput en de geldschieter krijgt er twee. Dan wenst de boer dat hij blind zal zijn aan één oog en de geldschieter is nu blind aan twee ogen. Hij loopt naar buiten tussen de putten door, maar valt in één en verdrinkt. De boer is de geldschieter te slim af, maar het kostte hem wel een oog.

## Achtergronden
- Het verhaal komt uit Punjab
- Het verhaal laat zien hoe moeilijk het is om ongeschonden uit de greep van een geldschieter te geraken.
- Vergelijk De avonturen van een soldaat, Vrolijke Frans en Jan de ijzersterke.